# Trude Gimle
Trude Charlotte Gimle (ur. 2 grudnia 1974 w Aurskog) – norweska narciarka alpejska.

## Kariera
Po raz pierwszy na arenie międzynarodowej pojawiła się w 1991 roku, startując na mistrzostwach świata juniorów w Geilo, gdzie zajęła 42. miejsce w zjeździe i 31. w slalomie. Na rozgrywanych rok później mistrzostwach świata juniorów w Mariborze zajęła 24. miejsce w zjeździe i 15. w gigancie.
W zawodach Pucharu Świata zadebiutowała 23 stycznia 1994 roku w Mariborze, gdzie zajęła piąte miejsce w slalomie. Tym samym już w debiucie zdobyła pierwsze punkty. Na podium zawodów tego cyklu pierwszy raz stanęła 26 lutego 1995 roku w tej samej miejscowości, kończąc rywalizację w slalomie na trzeciej pozycji. W zawodach tych wyprzedziły ją jedynie Vreni Schneider ze Szwajcarii i Słowenia Katja Koren. W kolejnych startach jeszcze jeden raz stanęła na podium: 3 marca 1984 roku w Mont-Sainte-Anne zajęła drugie miejsce w gigancie. W sezonie 1998/1999 zajęła 28. miejsce w klasyfikacji generalnej, a w klasyfikacji kombinacji była trzecia.
Wystartowała na igrzyskach olimpijskich w Lillehammer w 1994 roku, gdzie zajęła 15. miejsce w slalomie. Podczas rozgrywanych cztery lata później igrzysk w Nagano zajęła 16. miejsce w zjeździe i 25. w supergigancie, a slalomu i kombinacji nie ukończyła. Była też między innymi piąta w kombinacji na mistrzostwach świata w Vail/Beaver Creek w 1999 roku.

## Osiągnięcia

### Igrzyska olimpijskie
| Miejsce | Dzień     | Rok  | Miejscowość | Konkurencja | Czas biegu | Strata | Zwyciężczyni    |
| ------- | --------- | ---- | ----------- | ----------- | ---------- | ------ | --------------- |
| 15.     | 26 lutego | 1994 | Lillehammer | Slalom      | 1:56,01    | +3,86  | Vreni Schneider |
| 25.     | 11 lutego | 1998 | Nagano      | Supergigant | 1:18,02    | +1,69  | Picabo Street   |
| 16.     | 16 lutego | 1998 | Nagano      | Zjazd       | 1:29,89    | +1,98  | Katja Seizinger |
| DNF1    | 17 lutego | 1998 | Nagano      | Kombinacja  | 2:40,74    | -      | Katja Seizinger |
| DNF1    | 19 lutego | 1998 | Nagano      | Slalom      | 1:32,40    | -      | Hilde Gerg      |

### Mistrzostwa świata
| Miejsce | Dzień     | Rok  | Miejscowość       | Konkurencja | Czas biegu | Strata | Zwyciężczyni          |
| ------- | --------- | ---- | ----------------- | ----------- | ---------- | ------ | --------------------- |
| 17.     | 3 lutego  | 1999 | Vail/Beaver Creek | Supergigant | 1:20,53    | +1,66  | Alexandra Meissnitzer |
| 5.      | 5 lutego  | 1999 | Vail/Beaver Creek | Kombinacja  | 3:08,52    | +1,99  | Pernilla Wiberg       |
| 15.     | 7 lutego  | 1999 | Vail/Beaver Creek | Zjazd       | 1:48,20    | +1,85  | Renate Götschl        |
| 20.     | 13 lutego | 1999 | Vail/Beaver Creek | Slalom      | 1:33,97    | +2,83  | Zali Steggall         |

### Mistrzostwa świata juniorów
| Miejsce | Dzień       | Rok  | Miejscowość | Konkurencja | Czas biegu | Strata | Zwyciężczyni    |
| ------- | ----------- | ---- | ----------- | ----------- | ---------- | ------ | --------------- |
| 42.     | 11 kwietnia | 1991 | Geilo       | Zjazd       | 1:08,87    | +3,07  | Céline Dätwyler |
| 31.     | 14 kwietnia | 1991 | Geilo       | Slalom      | 1:20,21    | +8,03  | Urška Hrovat    |
| 24.     | 25 lutego   | 1992 | Maribor     | Zjazd       | 1:21,68    | +2,28  | Céline Dätwyler |
| 15.     | 27 lutego   | 1992 | Maribor     | Gigant      | 1:56,37    | +3,27  | Regina Häusl    |

### Puchar Świata

#### Miejsca w klasyfikacji generalnej
- sezon 1993/1994: 85.
- sezon 1994/1995: 69.
- sezon 1996/1997: 69.
- sezon 1997/1998: 58.
- sezon 1998/1999: 28.
- sezon 2000/2001: 70.

#### Miejsca na podium
1. Maribor – 26 lutego 1995 (slalom) – 3. miejsce
2. Veysonnaz – 20 grudnia 1998 (kombinacja) – 3. miejsce
3. St. Anton am Arlberg – 17 stycznia 1999 (kombinacja) – 3. miejsce